# LIVE!!LIFE!!VIBE!!
『LIVE!!LIFE!!VIBE!!』（ライブ・ライフ・バイブ）はREAL REACHのアルバム。

## 概要
オリコンチャートで初めて100位以内にランクインした。「By myself」のプロモーションビデオではお笑いコンビのとろサーモンが出演しており、その甲斐もあって、とろサーモンとともに特製おにぎり「リアルとろ巻き」を制作し、6月4日に大阪・なんばパークス内の人気肉巻きおにぎり店「とろや」2号店にてアルバム発売記念イベントを開催し、この特製おにぎりを106個限定で本作持参者のみを対象に配布した。ジャケットはアパレル・ブランド「Flip the script」がデザインした。

## 収録曲
1. By myself
作詞：政雄・ys　作曲：Yousuke
2. CHANCE
作詞：ys　作曲：Yousuke
3. BRAND NEW DAY
作詞：政雄・ys　作曲：政雄
4. once more again
作詞：政雄　作曲：Yousuke・政雄
5. Everything's gonna be alright
作詞：政雄　作曲：Yousuke
6. JANJAN
作詞・作曲：政雄
7. flower
作詞：政雄・ys　作曲：Yousuke
8. Sunday
作詞・作曲：ys
9. SHE
作詞・作曲：Yousuke
10. ラフ・マイダーリン
作詞・作曲：政雄